# دارن فرگوسن
دارن فرگوسن (انگلیسی: Darren Ferguson؛ زادهٔ ۹ فوریهٔ ۱۹۷۲) بازیکن سابق و مربی فوتبال اهل اسکاتلند است.
از باشگاه‌هایی که در آن بازی کرده‌است می‌توان به باشگاه فوتبال پیتربورو یونایتد، باشگاه فوتبال اسپارتا روتردام، باشگاه فوتبال ولورهمپتون واندررز، باشگاه فوتبال منچستر یونایتد، و باشگاه فوتبال ورکسام اشاره کرد.
وی همچنین در تیم ملی فوتبال زیر ۲۱ سال اسکاتلند بازی کرده‌است.